# Weyn Ockers

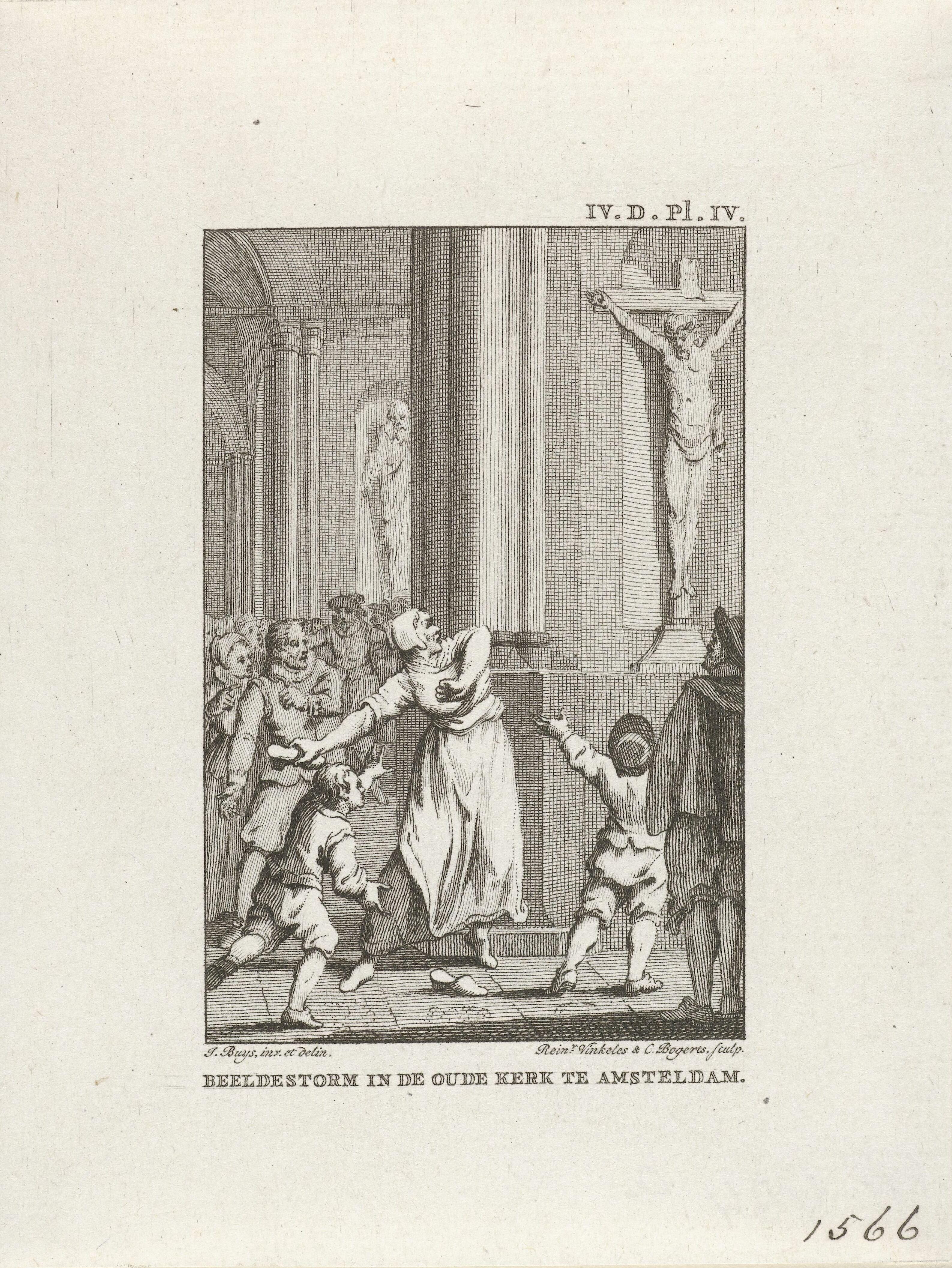
Weyn Ockers, Bildersturm in der Oude Kerk Amsterdam, 1566

Weyn Ockers, auch Weyn Duijf Adriaen Ockersdr. oder Lange Weyn (gestorben 22. Juni 1568 in Amsterdam), war eine niederländische Bilderstürmerin und wurde 1568 auf dem Dam-Platz in Amsterdam ertränkt.

## Leben
Weyn Ockers war die Tochter des Notars Adriaen Ockerszoon und Duyf Jansdochter. Über die Kindheit und familiären Umstände von Weyn Ockers ist wenig bekannt. Ihre Familie gehörte zur Amsterdamer Elite. Ihr Vater war 1517 Notar in der Kalverstraat. Ihr späterer Ehemann Jurriaen ter Meulen besaß wahrscheinlich ein Haus am Zeedijk, in dem das wohlhabende Bürgertum wohnte und ihr Beiname Lange Weyn weist darauf hin, dass sie groß gewesen sein muss. Sie war zudem nicht die erste Frau in der Familie, die der Ketzerei beschuldigt und ertränkt wurde. Ihre Großmutter mütterlicherseits, Lijsbeth Jansdrochter, wurde 1535 wegen ihrer Beteiligung am Täuferaufstand von 1534 bis 1535 zum Tode verurteilt.
Im März 1568 wurde Weyn Ockers ebenso wie ihre Magd Trijn Hendricksdochter gefangen genommen. Ihnen wurde vorgeworfen, anderthalb Jahre zuvor, am 23. August 1566 am Bildersturm in der Oude Kerk in Amsterdam teilgenommen zu haben. Beide Frauen wurden für schuldig befunden und zum Tode verurteilt. Die Verurteilung von Weyn Ockers erfolgte unter anderem, weil sie während des Sturms auf die Oude Kerk ihren Pantoffel auf eine Marienstatue geworfen hatte. Diese Statue befand sich auf dem Altar von Simon Slecht, einem Priester der Oude Kerk. Er hatte einige Jahre zuvor eine Schwesternschaft gegründet, der sich junge Töchter wohlhabender Familien anschlossen. Sie schmückten die Marienstatue im Altar mit Juwelen und kostbaren Stoffen. Die Art, wie sich Simon Slecht daraufhin mit diesen „Fetten-Opfer-Pfennigen“ bereicherte, war laut Zeitgenossen Gegenstand vieler Verunglimpfungen und Lächerlichkeiten. Angeblich soll Weyn Ockers am ersten Tag des Amsterdamer Bildersturms wütend geworden sein, als sie diesen Altar gesehen habe und deshalb ihren Pantoffel auf die Statue geworfen haben.
Verhaftet wurden die Frauen zunächst nicht für den Pantoffelwurf, sondern sie wurden beschuldigt, den steinernen Hund von der Statue des Heiligen Rochus genommen zu haben, nachdem die Statue umgestürzt worden war. Diesen Vorwurf bestritten sie, gaben aber zu, an dem Tag in der Kirche gewesen zu sein. Sie bestätigten, auf der Straße als „Bilderstürmer“ bezeichnet worden zu seien und  regelmäßig Heckenpredigten besucht zu haben. Der Pantoffelwurf kam im Prozess erst eine Woche später zur Sprache. Ein anderer angeklagter Amsterdamer erklärte bei der Folter auf der Streckbank, Weyn Okers hätte ihren „Pantoffel“ gegen das Glas des Altars geworfen.
Nachdem sie so angeklagt worden war, wurde Weyn Ockers zwei weitere Male unter der Folter verhört. Sie gestand, das Glas des Altars zerbrochen zu haben und gab auch an, dass sie zusammen mit ihrer Dienerin viele andere Statuen zerbrochen hatte. Auch diese wurde zweimal gefoltert, sie legte jedoch keine Geständnisse mehr ab. Das Geständnis von Ockers führte dazu, dass beide Frauen zum Tode verurteilt und am 22. Juni 1568 in einem mit Wasser gefüllten Weinfass auf dem Dam-Platz ertränkt wurden.
Von Historikern werden der Prozess und die Todesurteile regelmäßig herangezogen, um die Willkür der Ketzerverfolgungen unter Herzog von Alba zu veranschaulichen.